# 忍たま乱太郎 30 years anniversary THE BEST SONGS
『忍たま乱太郎 30 years anniversary THE BEST SONGS』（にんたまらんたろう サーティーアニバーサリー ザ ベスト ソングス）は、テレビアニメ『忍たま乱太郎』の放送30周年を記念して2022年10月26日にリリースされたコンピレーション・アルバム。ジェイ・ストームから発売された。

## 概要
本作は『忍たま乱太郎』の放送30年を記念して制作されたもの。
初代の光GENJIから最新のジャニーズJr.まで全8グループが歌唱したオープニングテーマ『勇気100%』（一部、テレビサイズのみ）のほか、30年間でジャニーズのグループが担当したエンディングテーマと挿入曲18曲をすべて収録した「完全保存盤」のコンピレーション・アルバムである。
本作には、ジャニーズのグループの楽曲のみが収録されている。その他の楽曲は収録されていない。
1形態（通常盤・2CD）のみの販売（規格品番：JACA-6020・6021）。

## 収録曲

### DISC 1
1. 勇気100% - 光GENJI
作詞：松井五郎、作曲・編曲：馬飼野康二
  - 第1シリーズ
  - 1993年度放送
  - 1993年発売の光GENJIのシングル『勇気100%』表題曲
2. 微笑みをあずけて - 光GENJI
作詞：松井五郎、作曲・編曲：馬飼野康二
  - 第1シリーズ挿入歌
  - 1993年度放送
  - 1993年発売の光GENJIのシングル『勇気100%』カップリング曲
3. 勇気100％（TVサイズ） - 光GENJI SUPER5
  - 第2 - 9シリーズ
  - 1994年度 - 2001年度放送
  - フルサイズはCD未収録
4. DON'T MIND涙 - 光GENJI SUPER5
作詞：松井五郎、作曲・編曲：馬飼野康二
  - 第2シリーズED
  - 1994年度放送
  - 1994年発売の光GENJI SUPER5のシングル『DON'T MIND涙』表題曲
5. SHAKING NIGHT - 光GENJI SUPER5
作詞：松井五郎、作曲・編曲：馬飼野康二
  - 第2シリーズED
  - 1994年度放送
  - 1994年発売の光GENJI SUPER5のシングル『DON'T MIND涙』カップリング曲
6. 0点チャンピオン - Junichi&JJr
作詞：秋元康、作曲・編曲：馬飼野康二
  - 第3シリーズED
  - 1995年度放送
  - 1995年発売のJunichi&JJrのシングル『0点チャンピオン』表題曲
7. 終わらない SCHOOL DAYS - Junichi&JJr
作詞：秋元康、作曲・編曲：馬飼野康二
  - 第3シリーズED
  - 1995年度放送
  - 1995年発売のJunichi&JJrのシングル『0点チャンピオン』カップリング曲
8. こうしちゃいられない - Junichi&JJr
作詞：松井五郎、作曲・編曲：馬飼野康二
  - 第4シリーズED
  - 1996年度放送
  - 1996年発売のJunichi&JJrのシングル『こうしちゃいられない』表題曲
9. にんにん忍たま音頭 - SAY・S＆忍たまファミリー
作詞：秋元康、作曲・編曲：馬飼野康二
  - 第4シリーズED
  - 1996年度放送
10. 勇気100％ - Ya-Ya-yah
  - 第10 - 16シリーズ
  - 2002年度 - 2008年度放送
  - 2002年発売のYa-Ya-yahのシングル『勇気100%/世界がひとつになるまで』表題曲
11. 世界がひとつになるまで - Ya-Ya-yah
作詞：松井五郎、作曲・編曲：馬飼野康二
  - 第10・11シリーズED
  - 2002年度・2003年度放送
  - 2002年発売のYa-Ya-yahのシングル『勇気100%/世界がひとつになるまで』表題曲
12. 桜援歌 (Oh!ENKA) - 関ジャニ∞
作詞：MASA、作曲・編曲：馬飼野康二
  - 第13・14シリーズED
  - 2005年・2006年度放送
  - 2005年発売の関ジャニ∞のシングル『好きやねん、大阪。/桜援歌(Oh!ENKA)/無限大』表題曲
13. 愛に向かって - 関ジャニ∞
作詞：MASA、作曲・編曲：馬飼野康二
  - 第15・16シリーズED
  - 2007年度・2008年度放送
  - 2007年発売の関ジャニ∞のシングル『ズッコケ男道』カップリング
14. 勇気100％（TVサイズ） - Hey! Say! JUMP
  - 第17シリーズ
  - 2009年度放送
  - フルサイズはCD未収録
15. 夢色 - Hey! Say! JUMP
作詞：久世まりあ、作曲：馬飼野康二、編曲：馬飼野康二，石塚知生
  - 第17シリーズED
  - 2009年度放送
  - 2012年発売『忍たま乱太郎 20th アニバーサリーアルバム オープニング&エンディング集』収録曲[注釈 1]
16. 勇気100％ - NYC
  - 第18・19シリーズ
  - 2010年度・2011年度放送
  - 2010年発売のNYCのシングル『勇気100％』表題曲
17. ゆめのタネ - NYC
作詞：石川絵理、作曲：馬飼野康二、編曲：石塚知生
  - 第18・19シリーズED
  - 2010・2011年度放送
  - 2010年発売のNYCのシングル『勇気100％』カップリング曲

### DISC 2
1. 勇気100％ - Sexy Zone
  - 第20 - 23シリーズ
  - 2012年度 - 2015年度放送
  - 2012年発売のSexy Zoneのシングル『Lady ダイヤモンド』〈通常盤〉カップリング曲
2. 風をきって - Sexy Zone
作詞：松井五郎、作曲：馬飼野康二、編曲：CHOKKAKU
  - 第20・21シリーズED
  - 2012・2013年度放送
  - 2012年発売のSexy Zoneのシングル『Lady ダイヤモンド』カップリング曲
3. 待ったなんてなしっ！ - Sexy Zone
作詞：ケリー、作曲：馬飼野康二、編曲：鈴木Daichi秀行
  - 第22・23シリーズED
  - 2014年度・2015年度放送
  - 2014年発売のSexy Zoneのシングル『King & Queen & Joker』カップリング曲
4. 勇気100％ - ジュニアBoys
  - 第24 - 29シリーズ
  - 2016年度 - 2021年度放送
  - 2016年発売のジュニアBoysのシングル『勇気100％』（ファミリーマート限定販売）表題曲
5. 3秒笑って - ジュニアboys
作詞：松井五郎、作曲：馬飼野康二、編曲：生田真心
  - 第24・25シリーズED
  - 2016・2017年度放送
  - 2016年発売のジュニアBoysのシングル『勇気100％』（ファミリーマート限定販売）カップリング曲
6. やんちゃなヒーロー - Hey! Say! 7
作詞：松井五郎、作曲：馬飼野康二、編曲：佐々木博史
  - 第26・27シリーズED
  - 2018年度・2019年度放送
  - 2018年発売のHey! Say! JUMPのシングル『COSMIC☆HUMAN』〈初回限定盤2〉カップリング曲
7. いまだ!! - ジャニーズWEST
作詞：松井五郎、作曲：馬飼野康二、編曲：佐々木博史
  - 第28・29シリーズED
  - 2020年度・2021年度放送
  - 2020年発売のジャニーズWESTのシングル『証拠』〈通常盤〉カップリング曲
8. 勇気100％ - ジャニーズJr.[注釈 2]
作詞：松井五郎、作曲：馬飼野康二、編曲：CHOKKAKU
  - 第30シリーズ
  - 2022年度放送
  - CD初収録。
9. この青空は忘れない - ジャニーズJr.[注釈 2]
作詞：松井五郎、作曲：馬飼野康二、編曲：生田真心
  - 第30シリーズED
  - 2022年度放送
  - CD初収録。